# Cerro Grande, Ometepec
Cerro Grande är en ort i Mexiko.   Den ligger i kommunen Ometepec och delstaten Guerrero, i den sydöstra delen av landet, 300 km söder om huvudstaden Mexico City. Cerro Grande ligger 314 meter över havet och antalet invånare är 302.
Terrängen runt Cerro Grande är kuperad. Runt Cerro Grande är det ganska tätbefolkat, med 129 invånare per kvadratkilometer. Närmaste större samhälle är Ometepec, 3,8 km öster om Cerro Grande. Omgivningarna runt Cerro Grande är en mosaik av jordbruksmark och naturlig växtlighet.